# Kfar Baruch
Kfar Baruch (hebrejsky כְּפַר בָּרוּךְ, doslova "Baruchova vesnice", anglicky Kfar Barukh, v oficiálním seznamu sídel Kefar Barukh) je vesnice typu mošav v Izraeli, v Severním distriktu, v Oblastní radě Jizre'elské údolí.

## Geografie
Leží v nadmořské výšce 58 metrů v centrální části západní poloviny Jizre'elského údolí, v oblasti s intenzivním zemědělstvím. Severozápadně od mošavu se rozkládá letecká základna Ramat David. Jihovýchodně od vesnice leží umělá vodní nádrž Ma'agar Kfar Baruch, která zadržuje vody řeky Kišon. Do ní ústí od severovýchodu vádí Nachal Mizra. Podél severního a západního okraje vesnice vede vádí Nachal Cvi, které pak u pahorku Tel Šor ústí do Kišonu.
Vesnice se nachází cca 9 kilometrů severozápadně od města Afula, 5 kilometrů jihozápadně od města Migdal ha-Emek, cca 75 kilometrů severovýchodně od centra Tel Avivu a cca 25 kilometrů jihovýchodně od centra Haify. Kfar Baruch obývají Židé, přičemž osídlení v tomto regionu je zcela židovské.
Kfar Baruch je na dopravní síť napojen pomocí lokální silnice číslo 7255, jež na severu ústí do dálnice číslo 73. Podél severního okraje obce do roku 1948 vedla železniční trať v Jizre'elském údolí. Pak byla zrušena, ale provoz na ní byl po nákladné rekonstrukci obnoven roku 2016. Funguje zde i stanice Migdal ha-Emek – Kfar Baruch.

## Dějiny
Kfar Baruch byl založen v roce 1926. Šlo o součást nové osidlovací vlny v Jizre'elském údolí, kde toho roku vznikly i židovské vesnice Gvat, Ramat David, Mišmar ha-Emek, Kfar Jehošua a Sarid.
Zakladateli vesnice byli židovští přistěhovalci z východní Evropy, Kavkazu a Kurdistánu. Kvůli rozmanitému původu svých obyvatel si Kfar Baruch vysloužil v okolí přezdívku Kfar Salat (כפר סלט). Obec je pojmenována podle Barucha Kahaneho - sponzora Židovského národního fondu z Ruska (podle jiných zdrojů z Rumunska). Zpočátku osadníci přebývali ve stanech a pro pitnou vodu museli docházet několik kilometrů. Okolí vesnice tvořily močály.
Roku 1949 měl Kfar Baruch 260 obyvatel a rozlohu katastrálního území 6655 dunamů (6,655 kilometrů čtverečních).
Ekonomika obce je založena na zemědělství a turistickém ruchu. Část obyvatel za prací dojíždí mimo obec. V Kfar Baruch fungují zařízení předškolní péče o děti. Základní škola je v nedalekém mošavu Nahalal.

## Demografie
Obyvatelstvo mošavu Kfar Baruch je sekulární. Podle údajů z roku 2014 tvořili naprostou většinu obyvatel v Kfar Baruch Židé (včetně statistické kategorie "ostatní", která zahrnuje nearabské obyvatele židovského původu ale bez formální příslušnosti k židovskému náboženství).
Jde o menší sídlo vesnického typu s dlouhodobě rostoucí populací. K 31. prosinci 2014 zde žilo 517 lidí. Během roku 2014 populace stoupla o 4,2 %.
| Rok            | 1948 | 1949 | 1961 | 1972 | 1983 | 1995 | 2001 | 2003 | 2004 | 2005 | 2006 | 2007 | 2008 | 2009 | 2010 | 2011 | 2012 | 2013 | 2014 |
| -------------- | ---- | ---- | ---- | ---- | ---- | ---- | ---- | ---- | ---- | ---- | ---- | ---- | ---- | ---- | ---- | ---- | ---- | ---- | ---- |
| Počet obyvatel | 229  | 260  | 258  | 228  | 256  | 263  | 258  | 267  | 263  | 275  | 289  | 317  | 330  | 390  | 407  | 413  | 456  | 496  | 517  |